# アシュラフ・バルフム
アシュラフ・バルフム（أشرف برهوم）は、イスラエル出身の俳優。

## プロフィール
ガリラヤ近郊の村Tarshiha生まれ。ハイファ大学で演劇を学び、2004年に映画デビュー。2005年に出演した『パラダイス・ナウ』が世界的に注目され、2007年にはアメリカ映画『キングダム/見えざる敵』にも出演した。
2009年にはアレハンドロ・アメナバール監督の『アレクサンドリア』に出演した。

## 主な出演作品
- パラダイス・ナウ Paradise Now (2005)
- キングダム/見えざる敵 The Kingdom (2007)
- アレクサンドリア Agora (2009)
- ゼロ タウン 始まりの地 Zaytoun (2012)
- 300 〈スリーハンドレッド〉 〜帝国の進撃〜 300: Rise of an Empire (2014)